# Rufus Bowen
Robert Edward „Rufus“ Bowen (Vallejo, Califórnia, 23 de fevereiro de 1947 – Santa Rosa, Califórnia, 30 de julho de 1978) foi um matemático estadunidense, que trabalhou com teoria dos grafos e sistemas dinâmicos.
Estudou na Universidade da Califórnia em Berkeley, onde obteve em 1970 um doutorado, orientado por Stephen Smale, com a tese Topological Entropy and Axiom A.
Foi palestrante convidado do Congresso Internacional de Matemáticos em Vancouver (1974 - Symbolic dynamics for hyperbolic flows).

## Obras
- Topological Entropy and Axiom {\displaystyle A}. Dissertation, University of California, Berkeley 1970.
- Jean-René Chazottes (Hrsg.): Equilibrium States and the Ergodic Theory of Anosov Diffeomorphisms. (Lecture Notes in Mathematics; Volume 470). 2. durchges. Auflage. Springer-Verlag, Berlim 2008, ISBN 978-3-540-77605-5.